# Дю Куре, Луи
Луи дю Куре (фр. Louis du Couret, также известный как Абд уль-Хамид Ин фр. Abd ul-Hamid In; 23 апреля 1812, Хюнинген — 1 апреля 1867, Каир) — французский исследователь, солдат и писатель.

## Биография
Луи дю Куре родился во Франции. Его отец был полковником французской армии. В 1834 году Дю Куре отправился в Египет, а после перебрался в Эфиопскую империю. С 1836 года он находился на Ближнем Востоке. Он присоединился к армии Мухаммед Али Египетский и сражался битвы при Незибе. Он принял ислам и совершил хадж, прежде чем пересечь Аравию и Персию между 1844 и 1845 годами. Там, по его собственному рассказу, он был заключён в тюрьму, но сумел бежать, подкупив стражника. В 1859 году он опубликовал книгу «Les Mystères du désert, souvenirs de voyage en Asie et en Afrique», в которой рассказал о своих путешествиях в этот период. Он отправился в Сану (Йемен) и закончил свое путешествие в Сухар (Оман). В 1847 году он вернулся во Францию. В 1867 году он снова вернулся в Египет, где и умер 1 апреля того же года.
Учёные, в частности немец Генрих Киперт, подвергли сомнению подлинность его трудов. Исследования показали, что он никогда не жил среди народа занде. Говорят, что он скопировал из книги Драммонда Хэя «Марокко — его дикие племена и дикие животные» и представил свои впечатления о Марокко как собственные, полученные в Аравии. Его работы хранятся в коллекции Библиотеки Конгресса.